# Gåstjärnen (Bjurholms socken, Ångermanland)
Gåstjärnen är en sjö i Bjurholms kommun i Ångermanland och ingår i Leduåns huvudavrinningsområde.